# Domen Lorbek
Domen Lorbek (Kranj, 6 marzo 1985) è un cestista sloveno.
Alto 196 cm, gioca come guardia o ala piccola. È il fratello di Erazem e Klemen Lorbek.

## Carriera
Lorbek è cresciuto nell'Olimpia Lubiana. Nel 2002 ha esordito nella seconda divisione slovena con la squadra riserve della società slovena e nello stesso anno è andato in prestito per un biennio al Triglav Kranj. Mentre era tesserato per la squadra di Kranj, ha vinto il campionato europeo Under-20 con la maglia della sua nazionale, nel 2004.
È poi passato all'Helios Domžale per un altro biennio, per poi rientrare all'Olimpia. Nel 2006-07 ha avuto modo di disputare anche l'Eurolega. Nel 2007 è stato acquistato dall'Estudiantes Madrid e ha disputato gli Europei in Spagna. Nel 2008 passa alla Benetton.
L'8 agosto 2011 viene acquistato dalla Felice Scandone Basket Avellino. Affetto da fascite plantare, viene tesserato il 9 novembre. Ripresosi dall'infortunio, rescinde di comune accordo il contratto con la società. Torna in Italia con la maglia dell'Acqua Vitasnella Cantù come rinforzo nel 2016 in pieno campionato ed esordisce il 29 febbraio nella sfida contro Pistoia, vinta per 82-74 dalla sua squadra. Lorbek segna 6 punti.

## Palmarès
- Campionato sloveno: 2

Krka Novo mesto: 2012-13
Union Olimpija: 2017-18
- Supercoppa slovena: 1

Krka Novo mesto: 2012